# 北海道総合通信網
北海道総合通信網株式会社（ほっかいどうそうごうつうしんもう、略称：HOTnet〈ホットネット〉）は、札幌市中央区に本社を置く電気通信事業者である。

## 概要
北海道電力グループの電力系通信事業者。総延長約2万キロメートルの自社保有光ファイバー網により、企業の本社と支店間などの区間を専用回線で結ぶ専用サービスや、高速・広帯域な接続環境を提供するインターネット接続サービス、超高速広帯域の地域基幹ネットワーク「HOTnet GIGA-EXCHANGE」上にイーサネット網を構築した広域イーサネットサービス「L2L」など、幅広いサービスを提供している。また、2007年2月にネットワークソリューションブランド「S.T.E.P」を設定して、プラットフォーム系サービスの拡大に取り組み、2016年月から「S.T.E.P　プライベートクラウドサービス」、2017年9月から「S.T.E.P　札幌データセンターサービス」を提供している。
北海道内の民放テレビ各局に向けて、札幌から道内の各基幹局（旭川・函館・室蘭・帯広・北見(網走)・釧路）を結ぶテレビジョン中継回線（デジタル方式光ファイバー回線/専用線デジタル伝送方式）、いわゆる「全道ライン」を提供している。

## 沿革
- 1989年（平成元年）
  - 4月 - 設立。
  - 10月 - 第一種電気通信事業の許可取得。
- 1990年（平成2年）5月 - 専用サービスの提供開始。
- 1991年（平成3年）10月 - アナログ映像伝送サービスの提供開始。
- 1992年（平成4年）10月 - ディジタル映像伝送サービスの提供開始。
- 1994年（平成6年）11月 - PHS事業会社「株式会社アステル北海道」を設立。
- 1997年（平成9年）4月 - 電力系地域通信会社9社相互連携による全国サービスの提供開始。
- 1998年（平成10年）10月 - インターネット接続サービス「HOTCN」の提供開始。
- 1999年（平成11年）11月 - アステル電話サービスをアステル北海道から営業譲受。
- 2001年（平成13年）
  - 3月 - 広域イーサネットサービス「L2L」の提供開始。
  - 7月 - ADSLホールセールサービスの提供開始。
- 2003年（平成15年）
  - 2月 - ISMS適合性評価制度に基づく認証（認証基準Ver.1.0）の取得。
  - 9月 - ネットワーク監視サービス「HOTCN StatView」の提供開始。
  - 12月 - 映像配信サービス「HOTCN Streaming」の提供開始。
- 2004年（平成16年）
  - 3月 - アステル電話サービスの事業廃止。
  - 4月 - ISMS適合性評価制度に基づく認証（認証基準Ver.2.0）の取得。
- 2006年（平成18年）
  - 3月 - 北海道電力の子会社となる。
  - 12月 -「HOTCNマネージドVPN」の提供開始。
- 2007年（平成19年）
  - 2月 - ネットワークソリューションブランド「S.T.E.P」の設定。
  - 3月 - ISMS適合性評価制度に基づく認証（認証基準ISO/IEC 270001：2005）の更新。
  - 10月 -「S.T.E.P　Firewall Gateway」の提供開始。
- 2008年（平成20年）
  - 7月 - パートナープログラム「S.T.E.P　Partner Program」を開始。
  - 10月 -「S.T.E.P　アンチウイルス・アンチスパム」サービスの提供開始。
  - 12月 -「S.T.E.P　Advanced DNS」サービスの提供開始。
- 2009年（平成21年）9月 - クラウドコンピューティングサービス「S.T.E.P　SC2」、デジタルコンテンツ管理サービス「S.T.E.P　DC2」の提供開始。
- 2010年（平成22年）
  - 10月 - オーバーレイネットワークサービス「S.T.E.P　C2C」の提供開始。
  - 10月 - LGWAN接続サービス提供開始
- 2011年（平成23年）7月 -「S.T.E.P　MM2」の提供開始。
- 2012年（平成24年）
  - 4月 - おまとめネットワーク提供開始
  - 5月 - 大容量ネットワークストレージサービス「S.T.E.P　NS2」の提供開始。
- 2013年（平成25年）5月 -「S.T.E.P　クロスファンクションサービス」、サーバサイドメッセージングサービス「S.T.E.P　Corporate Mail」の提供開始。
- 2014年（平成26年）
  - 11月 -「S.T.E.P　メールアーカイブ・フィルタリング」の提供開始。
  - 12月 -「S.T.E.P　トータルサポートサービス」の提供開始。ISMS適合性評価制度に基づく認証（認証基準ISO/IEC 270001：2013）の更新。
- 2016年（平成28年）8月 -「S.T.E.P　プライベートクラウドサービス」の提供開始。
- 2017年（平成29年）9月 -「S.T.E.P　札幌データセンターサービス」の提供開始。

## 主な事業

### イーサネット通信網サービス「L2L」の提供
「L2L」はアクセス回線を全てイーサネット（Layer2）で提供することで、LANとLANをシームレスに結ぶ（LAN to LAN）サービスである。従来の高速デジタルやATM、F/Rサービスに代わり、回線の大容量・低価格化はもちろん、ユーザーネットワークの運用や設備構築コストの削減をも可能にする企業向けサービスである。
収容局間をGiga Bit Ethernetで構成し、アクセス回線部分を10/100MのEthernetインタフェースで提供することで、WANを意識せずに本支店間をあたかもLANの延長として構築することができる。顧客は、社内LANインタフェースのまま伝送することができ、容易に大規模なネットワークを構築することが可能である。

### 道内民放各社への地上デジタル放送配信ネットワークの提供
2008年12月、当社の光ファイバー回線を用いて、道内民放各社の地上デジタルテレビジョン放送の放送波を、各社の札幌本社より道内6つの基幹送信所（函館、室蘭、旭川、帯広、釧路、網走）へ送信する「放送配信ネットワーク」の提供を開始した。 
それ以前から、同社は放送各社に対し、道内各地のテレビ放送用のニュース取材映像や道内各地に点在するお天気カメラのリアルタイム映像を放送各社の札幌本社へ送る回線の提供を続けてきたが、地上デジタル放送の展開が契機となり以前のNTT回線から切り替えられた。当社回線への切替により、地上デジタル放送を全道に配信する通信回線料金の削減が実現すると共に、札幌圏以外の道内地域における終夜放送や音声多重放送を提供可能となった。 
2018年9月の胆振東部地震の際においても、放送配信ネットワークおよび放送各社の回線設備には大きな影響が出ず、被災地やブラックアウトした道内各都市の状況を報道素材として札幌へ送り、更に放送各社がそれらを在京キー局に送ることで全国に発信することが出来た。　

### その他
近年では単に回線を提供するだけではなく、クラウドコンピューティングに対応した基盤提供サービスを始め、各種サービスの開発及び提供にも力を注いでいる。

## かつて行っていた事業

### アステル北海道
アステル北海道は、1999年11月1日にアステル北海道より譲受したPHSサービスのブランド名称である。

### ISDN
2006年、電力系通信事業者としては2社目となるISDN事業の廃止を行った。これによって、元からなかった沖縄（OTNet）、アステルと同時にISDN事業から撤退した北陸（HTNet）に次いで、3つめの電力系ISDN空白域となった。